# 사이릭스 III

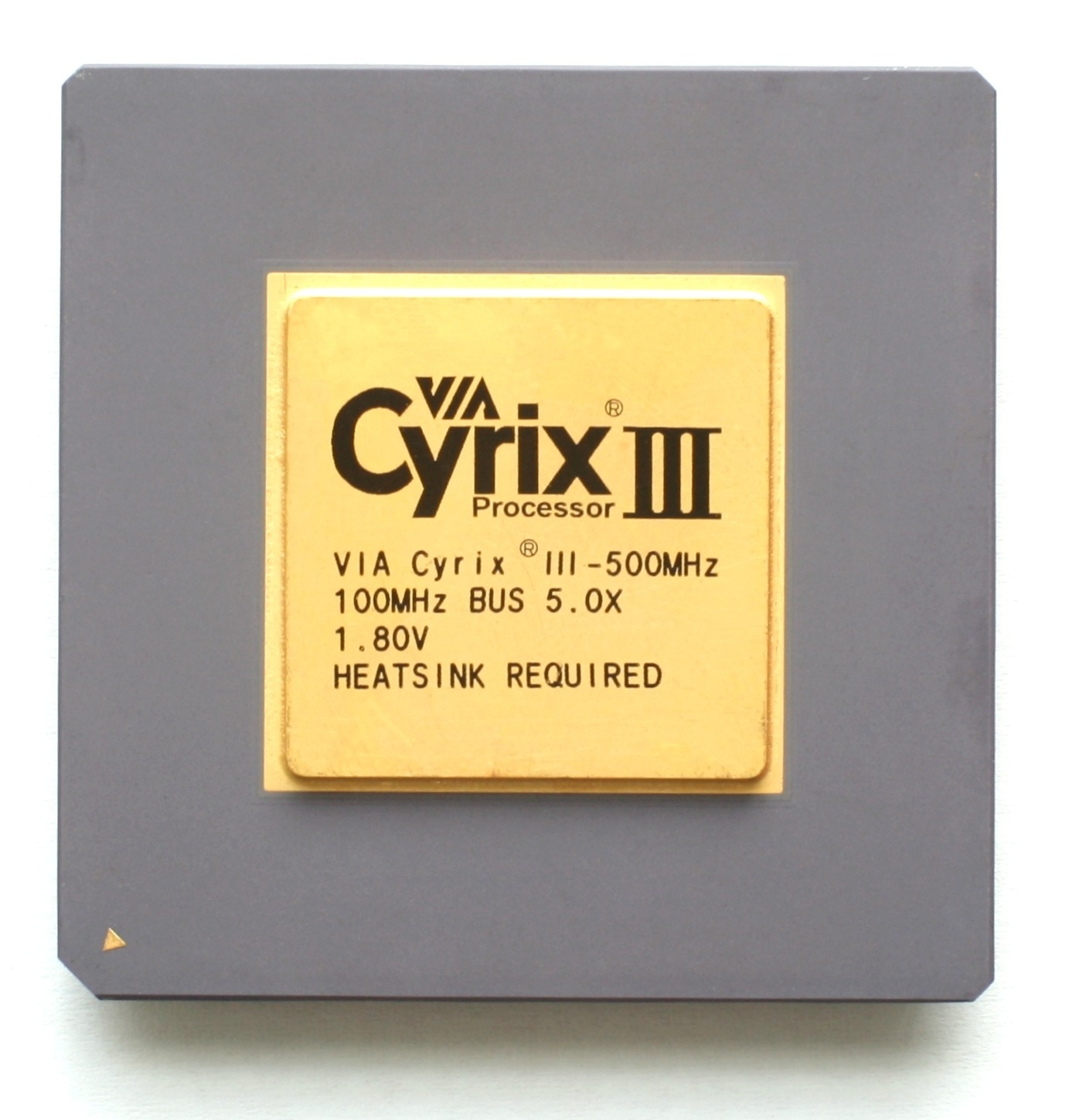
사이릭스 III (500 MHz)

사이릭스 III(Cyrix III)는 x86 호환 소켓 370 CPU이다. 비아 테크놀로지스는 2000년 2월에 프로세서를 출시했다. 비아는 센타우르 테크놀로지와 사이릭스를 모두 인수했다. 사이릭스 III는 두 회사 중 하나의 핵심을 기반으로 할 예정이었다.

## 역사
사이릭스 III는 2000년 2월 말에 출시되었다. 처음에는 조슈아(Joshua) 코어를 기반으로 했으며 500MHz와 533MHz의 두 가지 성능 등급으로 제공되었으며 PR500은 장치당 84달러, PR533은 99달러였다. 내셔널 세미컨덕터(National Semiconductor)가 칩 생산자가 된다.
사이릭스 III의 650MHz 및 677MHz 버전은 2001년 1월부터 출시되었다. 650MHz 버전은 칩당 55달러인 반면 677은 60달러이며 둘 다 새뮤얼(Samuel) 코어를 기반으로 했다.
사이릭스 III의 700MHz 버전은 2001년 1월 19일에 출시되었다. 가격은 대량 구매 시 칩당 62달러이다. 새뮤얼 II가 3월에 출시될 예정이었기 때문에 이는 새뮤얼 코어를 사용하여 출시된 마지막 III 칩이었다.
불과 한 달 후인 2001년 2월, 새뮤얼 2 코어를 기반으로 하는 사이릭스 III 칩이 발표되었다. 초기 750MHz 버전을 사용할 수 있으며 800MHz 및 850MHz는 나중에 출시될 예정이다. 이 칩에는 MMX 및 3DNow 명령어와 함께 100MHz 및 133MHz FSB, 128KB의 L1 캐시가 있다. 칩은 0.15미크론 공정을 사용하여 생산되며 다이 크기는 52제곱mm이다. VIA는 0.13 마이크론 프로세스와 750MHz에서 최대 1GHz의 속도를 갖춘 코드명 Ezra/C5C라는 칩의 최신 버전을 출시할 계획이었다.

## 같이 보기
- 펜티엄 III
- 비아 C3